# 唐邱镇
唐邱乡，是中华人民共和国河北省邢台市宁晋县下辖的一个乡镇级行政单位。

## 行政区划
唐邱乡下辖以下地区：
唐邱一村、唐邱二村、唐邱三村、唐邱四村、胡岳村、裴家庄村、岳家庄村、兼场村、南马庄村、双井村、郝庄村、孔小营一村、孔小营二村、孔小营三村和孔小营四村。